# Satow
Satow est une ville allemande située dans le Land de Mecklembourg-Poméranie-Occidentale et l'arrondissement de Rostock.

## Géographie
La ville de Satow est située à environ 20 km au sud-ouest de Rostock.

## Quartiers
| |                                                                                                   |                                                                                                |
| - Anna Luisenhof - Berendshagen - Bölkow - Bölkow Ausbau - Clausdorf - Gerdshagen - Gorow - Groß Bölkow - Hanstorf | - Hastorf - Heiligenhagen - Hohen Luckow - Horst - Klein Bölkow - Konow - Lüningshagen - Matersen | - Miekenhagen - Püschow - Pustohl - Radegast - Rederank - Reinshagen - Rosenhagen - Steinhagen |

## Personnalités liées à la ville
- Joachim Friedrich Krüger (1788-1848), homme politique né à Matersen.

## Jumelage
- Bilsen (Allemagne)